# Maximilian Presniakov
Pour les articles homonymes, voir Presniakov.
Maximilian Anatolievitch Presniakov (en russe : Максимильян Анатольевич Пресняков), est un peintre russe, né à Vladivostok, le 30 janvier 1968. Il vit et travaille à Riazan. Depuis 1997, il est membre de l'Union des artistes russes,,,.

## Biographie
Il est le fils d'une famille d'artistes : son père et sa mère sont peintres. Maximilian a passé son enfance à Vitebsk. Il faisait ses études à l'école élémentaire des arts de cette ville avant son départ pour Riazan. 
Il est diplômé du Collège de peinture de Riazan et de l'Institut Sourikov de Moscou.

## Travail

### Style et technique
Motifs mythologiques et fantastiques occupent une place à part dans ses œuvres. Presniakov utilise le thème fantastique dans différents genres et aux différentes techniques (peinture à l'huile, dessin, aquarelle, etc.) ; toutefois, cette « bizarrerie du style » permet de reconnaître la main du peintre dans ses tableaux et dessins,. 
Il aussi explore et expérimente plusieurs nouvelles méthodes, par exemple, micro (le peintre crée ses œuvres par le microscope). 

### Enseignement et recherche
Dès 2008, Presniakov enseigne dans un atelier de peinture à Riazan (depuis 2010, il dirige cet atelier). En 2010, il devient professeur à l'École supérieure des arts populaires de Saint-Petersbourg,.
Il a participé aux expéditions organisées sous le patronage de la Société russe de géographie,,.

### Monographies
- (ru) Пресняков М. А., Перспектива : учебное пособие [« Perspective »],‎ 2012 (1re éd. 2003), 110 p. (ISBN 978-5-91134-659-1, présentation en ligne)
- (ru) Пресняков М. А., Свет и изображение [« Lumière et image »],‎ 2013 (ISBN 978-5-89877-203-1, présentation en ligne)[12]
- (ru) Пресняков М. А., Орнаментализм в изобразительном искусстве и структурность композиционного мышления [« Ornementalisme dans l'art plastique et la structuration de la pensée compositionnelle »],‎ 2013 (ISBN 978-5-89877-203-1, présentation en ligne)[12],[13].

## Expositions (sélection)
- 2000 : …Á Ton Nom…, Moscou[14],[15]
- 2001 : Generations in Art, Pays-Bas[16],[17],[18]
- 2001−2002: Jeunes artistes russes, Moscou[19],[20]
- 2004 : 2e Biennale internationale des arts graphiques, Saint Petersbourg (BIN-2004)[21],[22],[23]
- 2010 : Art Manege 2010[24],[25]
- 2011 :  Transparency. Towards the Eternal Ice, 4e Biennale d'art contemporain de Moscou[26]
- 2011 : 6e Biennale internationale de l'aquarelle, Saint Petersbourg[27]
- 2011 : La science et l'Univers au service de la paix, Riazan[28],[29]
- 2013 : Soil and Spirit, 5e Biennale d'art contemporain de Moscou[30]
- 2013 : 7e Biennale internationale de l'aquarelle, Saint Petersbourg[31]
- 2014 : Inomérie[32],[33]
- 2014 : L'âge d'or de la littérature russe, Berlin[34],[35]